# Calcinato
Calcinato  (Calsinàt in dialetto bresciano) è un comune italiano di 13 048 abitanti della provincia di Brescia in Lombardia.

## Geografia fisica

### Territorio
Il territorio di Calcinato è situato in quella fetta di terra bresciana incastonata tra le prealpi, l'anfiteatro morenico esterno del lago di Garda, e l'inizio della pianura padana a una quota media di 164 m s.l.m.
Dalla pianeggiante campagna si distinguono due rilievi collinari: quello a sud, più scosceso, ospita il nucleo storico del paese, mentre quello a settentrione è caratterizzato da coltivazioni. Il territorio è attraversato dal fiume Chiese, che passa a ovest dei due rilievi, separando la frazione di Calcinatello dal capoluogo.
Il comune confina, per poche decine di metri, con quello di Castiglione delle Stiviere, in provincia di Mantova.

### Clima
Il clima a Calcinato è mite e moderato, con piovosità significativa durante tutto l'anno.
La temperatura media annuale è di 13 °C, essendo luglio il mese con temperature più alte (27,4 °C) e gennaio il mese con temperature più basse (0 °C).
La piovosità media annuale è di 1045 mm. In particolare le piogge sono più scarse nel mese di gennaio (53 mm) e più abbondanti nel mese di novembre (120 mm).
| [ 5 ]               | Mesi | Mesi | Mesi | Mesi | Mesi | Mesi | Mesi | Mesi | Mesi | Mesi | Mesi | Mesi | Stagioni | Stagioni | Stagioni | Stagioni | Anno  |
| [ 5 ]               | Gen  | Feb  | Mar  | Apr  | Mag  | Giu  | Lug  | Ago  | Set  | Ott  | Nov  | Dic  | Inv      | Pri      | Est      | Aut      | Anno  |
| ------------------- | ---- | ---- | ---- | ---- | ---- | ---- | ---- | ---- | ---- | ---- | ---- | ---- | -------- | -------- | -------- | -------- | ----- |
| T. max. media (°C)  | 6,5  | 8,2  | 12,8 | 16,6 | 20,9 | 25,4 | 27,4 | 27,0 | 22,1 | 17,1 | 11,4 | 7,1  | 7,3      | 16,8     | 26,6     | 16,9     | 16,9  |
| T. min. media (°C)  | 0    | 0,3  | 2,8  | 6,5  | 11,0 | 15,9 | 18,7 | 18,9 | 15,3 | 11,1 | 6,1  | 1,6  | 0,6      | 6,8      | 17,8     | 10,8     | 9,0   |
| Precipitazioni (mm) | 53   | 58   | 66   | 94   | 100  | 94   | 83   | 90   | 107  | 113  | 120  | 67   | 178      | 260      | 267      | 340      | 1 045 |

## Origini del nome
Stando al Mazza, il toponimo deriverebbe da Calcina, indicando quindi la qualità del terreno. Nel XIII secolo è attestato l'uso di Calzinado.

## Storia
Calcinato sorse su un'antica strada romana, come attestano i ritrovamenti di epigrafi delle quali una dedicata al dio Apollo.

### Epoca medievale
In epoca alto-medievale, parte del territorio fu posseduto dall'abbazia benedettina di Nonantola che lo cedette al monastero di Santa Giulia nell'813. I benedettini ebbero il merito di avviare le prime opere di bonifica e di canalizzazione del territorio. Anche l'abbazia di Acquanegra possedette diversi beni.
Il castello era posto sulla collina e si ignora il momento di edificazione. Il 9 agosto 1201 fu teatro della lotta fra gli esuli ghibellini cremonesi e i guelfi bresciani che vide soccombere i secondi. Dopo la caduta della signoria bresciana di Pandolfo III Malatesta (1419), il fortilizio fu occupato dal Carmagnola al comando di forze fedeli ai Visconti.
Un'epigrafe nel palazzo del municipio ricorda il passaggio del condottiero poi reso celebre da Alessandro Manzoni.

### Epoca moderna
Nel 1426, il comune passò alla Repubblica di Venezia che lo assegnò inizialmente alla quadra di Ghedi e poi a quella di Rezzato. Nel 1481, il capocomune di allora, Giovanni Maestri, chiese e ottenne che la chiesa fosse staccata dalla pieve di Pontenove e fosse eretta a collegiata, offrendo in cambio una casa al prevosto e ai canonici e l'acqua per irrigare il beneficio a essa annesso.
Nel 1483 il castello fu occupato dal duca Alfonso di Calabria durante gli eventi della guerra di Ferrara, poi scacciato nella primavera seguente dalle forze della Serenissima.
Nel XV secolo, la storia calcinatese fu caratterizzata da alcuni scontri con Brescia e con altri comuni:
- nel 1523, fu ucciso un conestabile del podestà bresciano durante una sommossa popolare;
- nel 1528 e 1548, fu contestato l'uso delle acque irrigue da parte dei comuni vicini, in particolare del Naviglio[9].

Secondo il Catastico bresciano di Giovanni da Lezze (1610) il comune era retto da ventiquattro consoli, ovvero due consoli per ogni mese, eletti dalla vicinia e aveva il giuspatronato sul convento dei Frati minori di Calcinatello istituito nel 1479 attorno alla chiesa di Santa Maria delle Grazie.
Il Settecento si aprì con il coinvolgimento del paese nella guerra del Monferrato. Nel 1704, fu occupato dalle forze franco-spagnole di Vendôme che il 19 aprile 1706 si scontrarono con le forze imperiali comandate dal conte danese Reventlow.
Il complesso conventuale di Calcinatello fu chiuso nel 1769. Con l'eccezione della chiesa, l'intero complesso fu ceduto undici anni dopo.

### Epoca pre-unitaria
Al termine del XVIII secolo, Calcinato seguì le vicende del territorio bresciano. Nel 1796, Napoleone Bonaparte soggiornò a casa dei nobili Briggia poco prima della battaglia di Lonato. Con l'istituzione della Repubblica Bresciana (marzo 1797), il paese entrò a far parte del Cantone dei colli.
A seguito dell'inglobamento dell'effimera repubblica in quella cisalpina (novembre 1797), il comune fu assegnato al Dipartimento del Benaco all'interno del quale fece distretto a sé. Con la Legge 21 vendemmiale anno VII (12 ottobre 1798), il comune fu assegnato al Distretto dei Colli del Dipartimento del Mella.
Dopo il riassetto della Repubblica Cisalpina (maggio 1801), il comune fu ribattezzato Calcinato con Calcinatello e fu incorporato nel Distretto I di Brescia del dipartimento del Mella e in tale posizione si mantenne anche durante la napoleonica Repubblica Italiana. L'8 giugno 1805, nella riorganizzazione del Regno d'Italia, fu assegnato al Distretto I, di Brescia, a sua volta appartenente al cantone IV, avente medesimo capoluogo. Fu inoltre definito comune di seconda classe, grazie ai suoi 3 076 abitanti. Nel 1810 passò al Cantone V di Montichiari.
Assegnato al Regno Lombardo-Veneto dal Congresso di Vienna (1815), il comune fu inserito all'interno del distretto IV di Montichiari della nuova provincia di Brescia.

### Dopo l'Unità d'Italia
Dopo gli eventi della seconda guerra d'indipendenza italiana (1859), il comune fu assegnato al mandamento II di Montichiari a sua volta appartenente al Circondario V di Castiglione della nuova provincia di Brescia.
Si svilupparono le attività industriali soprattutto quelle relative alla tessitura, grazie anche alla presenza della seriola Calcinata. Nel 1875 fu fondato l'ospizio degli anziani, mentre cinque anni dopo fu aperto l'asilo. Nel 1885 il professor Bianchini aprì una scuola di istruzione presso il Mutuo Credito.
La filanda, al posto della quale oggi sorge il palazzo del Municipio, era di proprietà di Cesare Baletti.

### Simboli
palo, impugnata con due ramoscelli d'alloro, uno in banda, l'altro in sbarra, di verde; al capo di rosso, caricato della croce d'argento. Ornamenti esteriori da Comune.»
(D.P.R. del 25 marzo 1998)
La prima testimonianza dello stemma risale ad un sigillo del 1591 raffigurante due spighe di miglio poste in croce di Sant'Andrea accostate da due lettere C per "Comunitas Calcinati". La composizione, con alcune variazioni, venne utilizzata fino al XIX secolo.
Il gonfalone è un drappo di rosso.

## Monumenti e luoghi d'interesse

### Chiesa di San Vincenzo

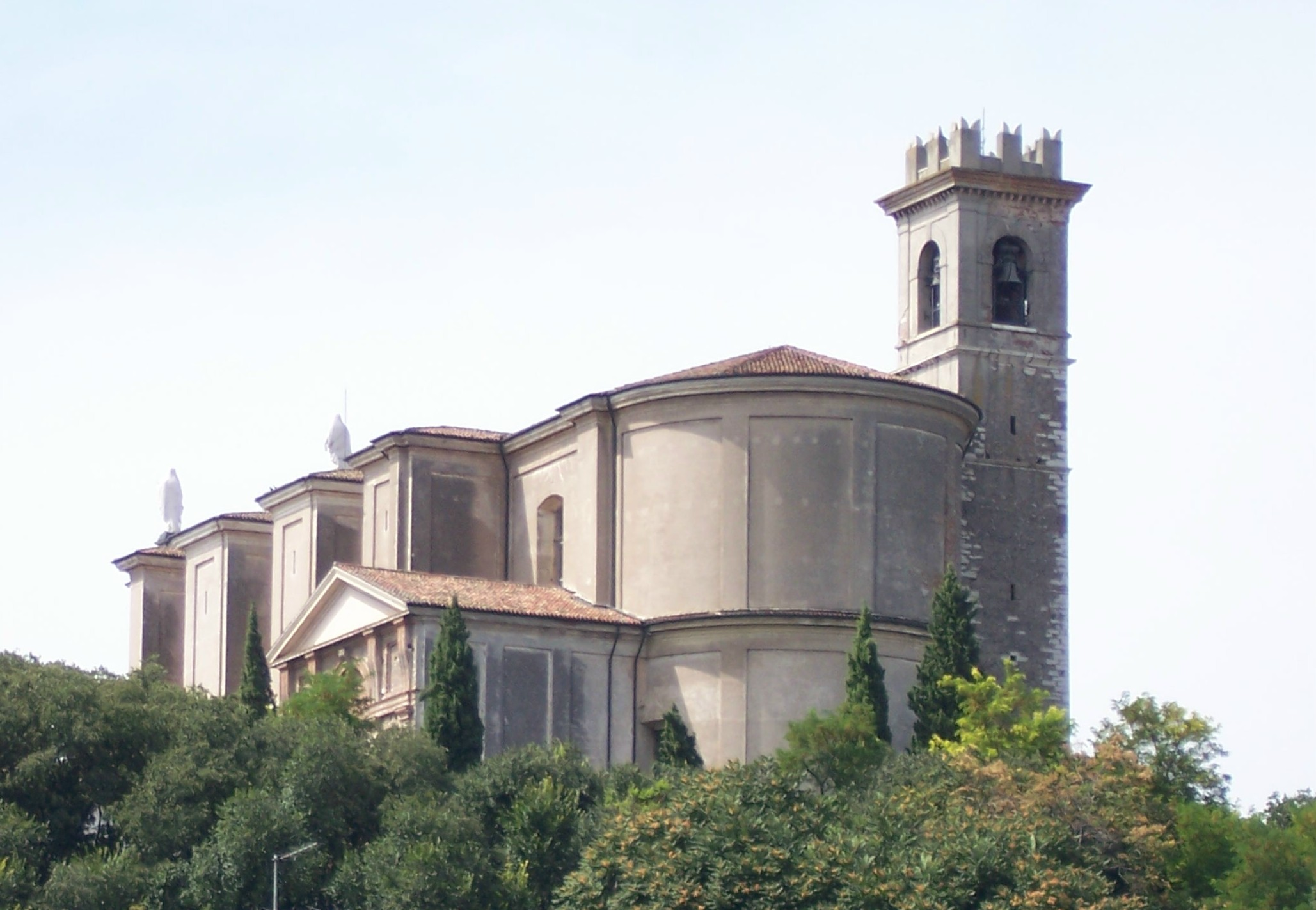
Veduta posteriore della chiesa di San Vincenzo

Chiesa parrocchiale di Calcinato. È dedicata a San Vincenzo, diacono e martire di Saragozza.
Sorge in posizione panoramica sulla sommità del colle attorno al quale si sviluppa il paese, all'interno dell'antico recinto fortificato del borgo.
I capi famiglia del comune ne deliberarono la costruzione il 24 maggio 1790. Il progetto fu affidato all'architetto comasco Pietro Antonio Cetti che diresse la demolizione dell'antica chiesa e i lavori della nuova. Nel 1814 Cetti morì, per cui fu necessario chiamare l'architetto Rodolfo Vantini al fine di completare l'opera. L'artista bresciano vi lavorò dal 1831 al 1846.
Notevoli le cinque statue in pietra di Botticino (1846) dell'Emanueli sulla facciata. All'interno, sono presenti una pala maggiore di fine Settecento, opera di Sante Cattaneo e un Cristo Risorgente, opera di Paolo Farinati (1582), collocato nella pregevole Cappella del Santissimo.

### Chiesa di Santa Maria
È la chiesa parrocchiale della località di Calcinatello.
Nacque attorno all'anno mille in qualità di chiesa campestre. Nel 1479 divenne chiesa conventuale dei frati minori di Sant'Antonio.
Riedificata attorno alla metà del Settecento, con l'intervento di Paolo Soratini, fu eretta in parrocchia nel 1889.
All'interno è presente una pala opera di Antonio Dusi (1759) e raffigurante la Madonna con San Francesco e le anime purganti.

### Altre chiese
- chiesetta di San Giuseppe: edificio del XVII secolo, è situata presso frazione Mostino;
- chiesetta di San Francesco: edificio ecclesiale di fine XVI secolo in frazione Costiolo;
- chiesetta dei Santi Anna e Gioacchino: sita in frazione Gazzo, costruita nel XVII secolo;
- chiesetta dell'Annunziazione, presso la frazione Prati;
- chiesetta di Santo Stefano, sita in frazione Garletti;
- chiesa del Sacro Cuore di Gesù, a Ponte San Marco;
- chiesetta dei Santi Barbara e Carlo, a Ponte San Marco.

### Palazzo del Municipio
Sede delle attività del consiglio comunale e di un paio di organizzazioni territoriali, il palazzo risale al XIV secolo ed è uno dei più antichi del paese.
Nella Sala del mappamondo vi è un soffitto dipinto nel XVII secolo con la raffigurazione delle terre conosciute in quel tempo. La sala che ospita l'ufficio del sindaco reca i segni del passaggio degli uomini del conte di Carmagnola, ricordato anche da un'epigrafe posta dagli abitanti di Calcinato all'ingresso del palazzo nel 1569.

## Società

### Evoluzione demografica
Abitanti censiti

### Etnie e minoranze straniere
Secondo i dati ISTAT al 31 dicembre 2015 la popolazione straniera residente era di 2 221 persone. Le nazionalità maggiormente rappresentate in base alla loro percentuale sul totale della popolazione residente erano:
- Albania 581 4,50%
- Marocco 230 1,78%
- Senegal 221 1,71%
- Romania 217 1,68%
- Pakistan 210 1,62%
- India 187 1,45%
- Ghana 107 0,83%
- Ucraina 58 0,45%
- Cina 53 0,41%
- Egitto 42 0,32%

## Cultura

### Ricorrenze
Patroni
S. Vincenzo, patrono della parrocchia di Calcinato (22 gennaio);
SS. Faustino e Giovita, patroni della parrocchia di Ponte S. Marco (15 febbraio);
S. Germano, patrono della comunità civile di Calcinato (1º maggio);
S.V. Maria, patrona della parrocchia di Calcinatello (8 settembre);
Annunciazione della beata Vergine Maria patrona della frazione Prati (ottava dopo Pasqua); S. Francesco d'Assisi, patrono della frazione del Costiolo, con la tradizionale benedizione degli animali.

### Eventi
- Fiera di Santa Maria, si tiene all'inizio di settembre a Calcinatello;
- Sagra di Sant'Anna (Calcinato), si svolge a fine luglio in onore dei Santi Anna e Gioacchino;
- Festa dei Santi Faustino e Giovita, è la festa patronale della frazione di Ponte San Marco e si svolge a metà febbraio;
- Festa delle alberelle, si tiene le due settimane successive alla Pasqua.

## Infrastrutture e trasporti
Il territorio di Ponte San Marco è attraversato dalla ex strada statale 11 Padana Superiore, mentre l'autostrada A4 Milano - Venezia separa la frazione dal capoluogo. La strada provinciale 28 collega quest'ultimo a Montichiari e a Mocasina, frazione di Bedizzole.
Ponte San Marco è attraversato inoltre dalla linea ferroviaria Milano-Venezia ed è servito dalla fermata di Ponte San Marco-Calcinato.

## Amministrazione
| Periodo | Periodo | Primo cittadino    | Partito | Carica  | Note          |
| ------- | ------- | ------------------ | ------- | ------- | ------------- |
| 1975    | 1980    | Mammola Bianchi    | PSI     | Sindaco |               |
| 1980    | 1995    | Angiolino Goglioni | DC      | Sindaco | [ 15 ] [ 16 ] |

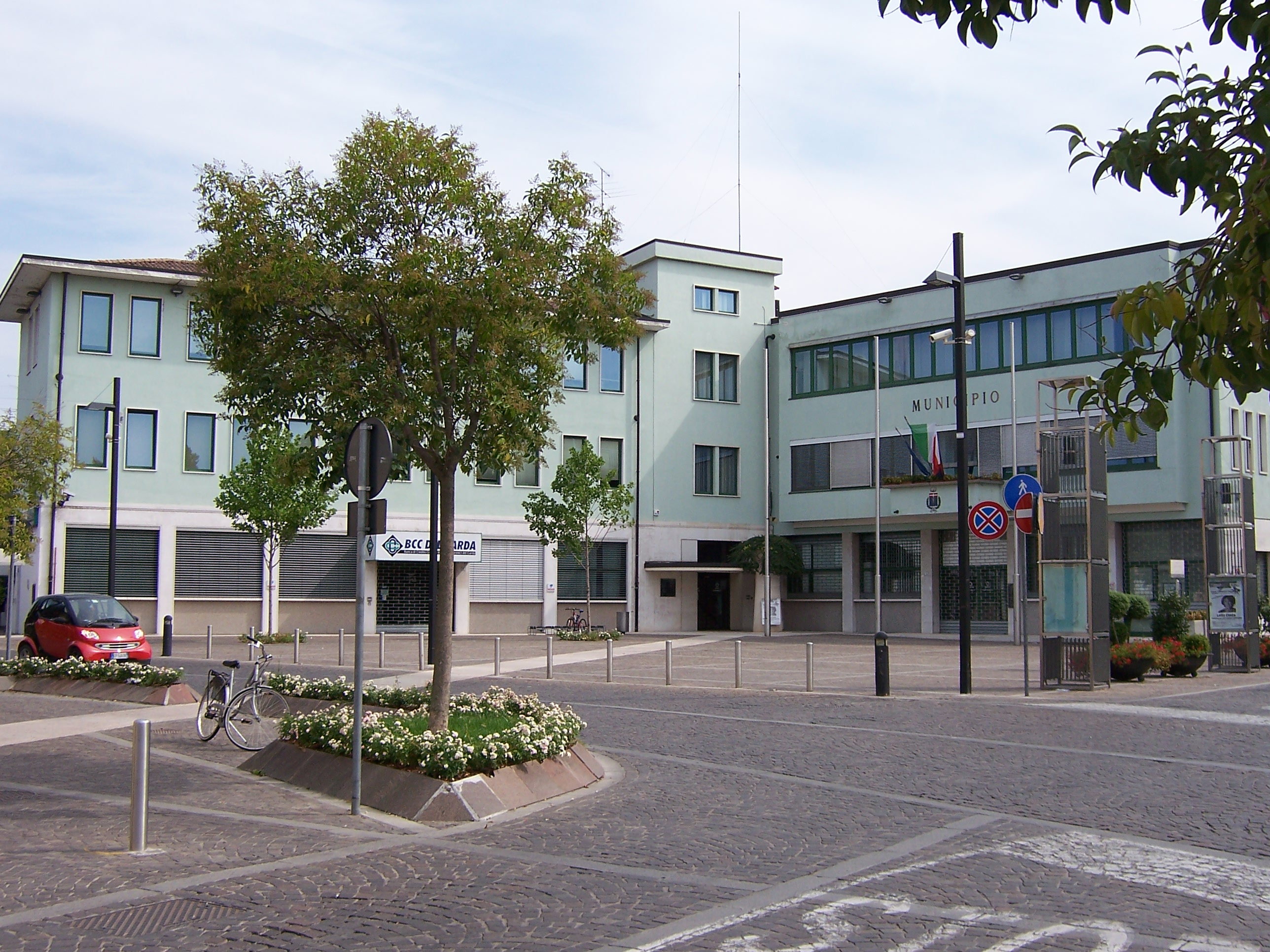
Il municipio di Calcinato.

Di seguito l'elenco dei sindaci eletti direttamente dai cittadini (dal 1995):
| Periodo        | Periodo        | Primo cittadino       | Partito                             | Carica  | Note          |
| -------------- | -------------- | --------------------- | ----------------------------------- | ------- | ------------- |
| 24 aprile 1995 | 14 giugno 2004 | Pierangelo Crottogini | lista civica di centro-sinistra     | Sindaco | [ 17 ] [ 18 ] |
| 14 giugno 2004 | 8 giugno 2009  | Angiolino Goglioni    | lista civica di centro-destra       | Sindaco | [ 19 ]        |
| 8 giugno 2009  | 27 maggio 2019 | Marika Legati         | Il Popolo della Libertà-Lega Nord   | Sindaco | [ 20 ]        |
| 27 maggio 2019 | 10 giugno 2024 | Nicoletta Maestri     | Forza Italia-Lega-Fratelli d'Italia | Sindaco |               |
| 10 giugno 2024 | in carica      | Vincenza Corsini      | lista civica di centro-sinistra     | Sindaco |               |

### Gemellaggi
- Champtoceaux

## Sport

### Calcio
La principale squadra di calcio della città è l'U.S. Calcinato 1948 A.S.D. che milita nel girone D lombardo di Promozione. I colori sociali sono il rosso e il blu. È nata nel 1948.